# Jesenska maslina
Jesenska maslina (štitasta dafina, lat. Elaeagnus umbellata), grmolika je biljka iz roda Elaeagnus, porodice Elaeagnaceae (zlolesinovke), koja raste na sjeveroistoku Kine,Tajvanu, Japanu ( japanski naziv je akigumi) te Koreji. Također raste i u Indiji (Himachal Pradesh), te Afganistanu,Pakistanu,Nepalu i Butanu. Plodovi su ove biljke jestivi te bogati vitaminima i mineralima. U Kini i Japanu smatra se ljekovitom biljkom. Ima sposobnost vezanja dušika te tako obogaćuje siromašna tla. U Sjevernoj se Americi smatra invazivnom vrstom.

## Opis
Listopadni grm, visine do 4 metra. Listovi su naizmjenični, eliptični, dužine 4 – 10 cm, gornja strana zelena, donja srebrnasta. Cvjetovi žućkasto bijeli, sitni, mirisavi. Plod crvene boje, okruglast, promjer oko 8 mm, kod nas sazrijeva krajem rujna - početkom listopada,plodovi ostaju na grmu do početka studenog. Plodovi su trpkog kiselo slatkog okusa,nešto manje trpki postaju nakon prvih mrazeva.

## Sastav plodova
Plodovi sadrže oko 8,3 % šećera,oko 4,5 % bjelančevina,te oko 12 mg/% vitamina C. Sadrže oko 40 – 50 mg/100 g likopena i do 0,5 % tanina.Također u plodovima ima do 8 % ulja (u sjemenkama do 6 %),te do 4,3 mg/100 g beta kriptoksantina.
Po drugom izvoru plodovi sadrže na 100 g 69,4 g vode, 14,5 g ukupnih topivih krutih tvari, 1,51 g kiselina, 8,34 ukupnog šećera, od toga 8,13 g reduktivnih, 0,23 g nereduktivnih šećera, i 12,04 mg vitamina C. Prema jednom pakistanskom istraživanju sadržaj vitamina C bio je oko 27,08 mg/100g.
Ukupni mineralni sadržaj plodova, predstavljen kao pepeo, je 1,045 %. Sadržaj bjelančevina je 4,47 %. Postotak mineralnih tvari :fosfor 0,054, kalij 0,346, kalcij 0,049, magnezij 0,033 i željezo 0,007.

## Podvrste
- Elaeagnus umbellata var. coreana (H.Lév.) H.Lév.
- Elaeagnus umbellata var. rotundifolia Makino

## Sinonimi
- Elaeagnus crispa Thunb.
- Elaeagnus crispa var. praematura Koidz.
- Elaeagnus longipes var. crispa (Thunb.) K.Koch
- Elaeagnus padifolia K.Koch
- Elaeagnus praematura (Koidz.) Araki
- Elaeagnus umbellata var. nakaiana Araki
- Elaeagnus umbellata f. nakaiana (Araki) H.Ohba

## Galerija
- E. umbellata, plodovi
- E. umbellata, stablo

## Vanjske poveznice
- Elaeagnus umbellata pfaf.org

|  | Zajednički poslužitelj ima još gradiva o temi Elaeagnus umbellata |
|  | Wikivrste imaju podatke o taksonu Elaeagnus umbellata             |